# Propsednura peninsularis
Propsednura peninsularis är en insektsart som beskrevs av Kenneth Hedley Lewis Key 1972. Propsednura peninsularis ingår i släktet Propsednura och familjen Pyrgomorphidae. Inga underarter finns listade i Catalogue of Life.